# كري
الكري هو مصطلح مسمى لمجموعة من شعوب شمالي آميركا الآصليين وخاصة قبائل النهياو، نهيثياو، نهلاو، انينوي، ليلوي، اينيو وليوو. ويقسم الكري إلى فرعين ذو نسب واحد وإن كانوا يتكلمون لغتين وهما: نهلاو ولينيوي.

## الكري في كندا

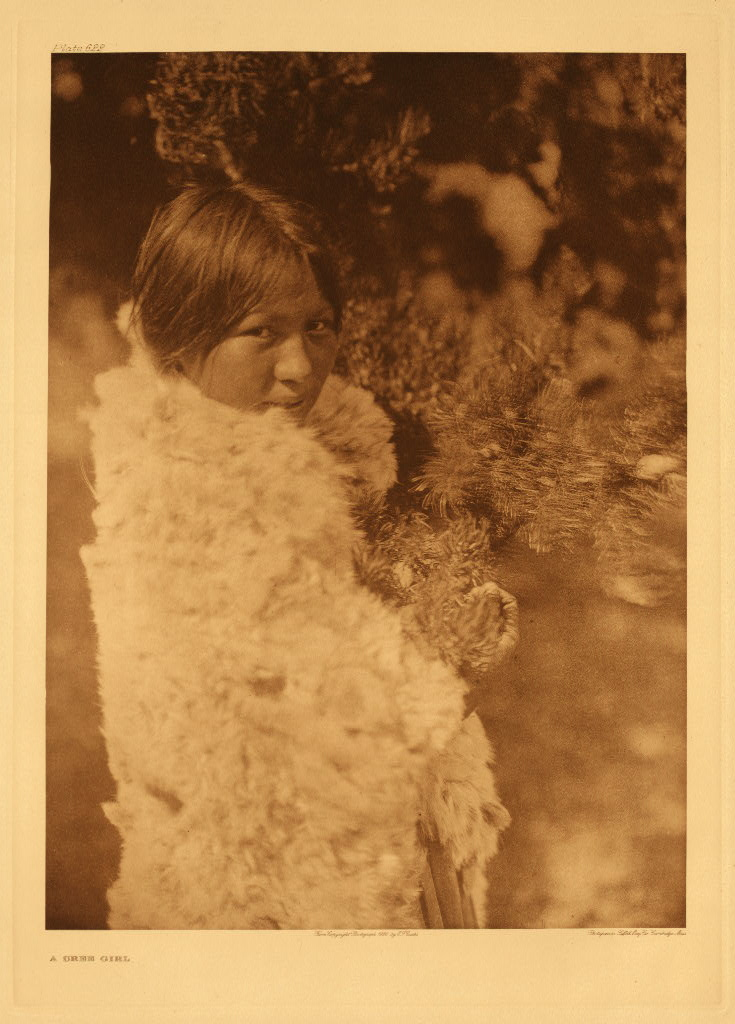
فتاة من نهياو (1928).

الكري هم أكبر مجموعات المواطنون الأوائل (First Nations) في كندا. يصل تعدادهم إلى أكثر من 200,000 نسمة موزعة على 135 فرقة مسجلة.
يمكن تعليل هذا العدد الكبير لمعتقاداتهم التي تسمح بالزواج من القبائل الأخرى. وبشكل كلي، يحوزون على أكبر مساحة أراضي بين كل المواطنون الأوائل في كندا. وأكبر فرقة من الكري هي فرقة لاك لارونج في شمالي ساسكاتشوان. وتعد ثاني أكبر فرقة في كندا بعد الإركواز
أما الميتيس (Métis ) فهم الأوائل المتحدرون من أصول مختلفة أوروبية ومن المواطنيين الاصليين. في البدء، فإن الميتي هو شخص من أصل فرنسي من ناحية الأب ونهياو من ناحية الأم، أو إنكليزي من ناحية الأب وديِني من ناحية الأم. إلا أن استعمال التعريف في يومنا هذا يدل على أي فرد من أي سلالة مختلطة.

## معرض صور

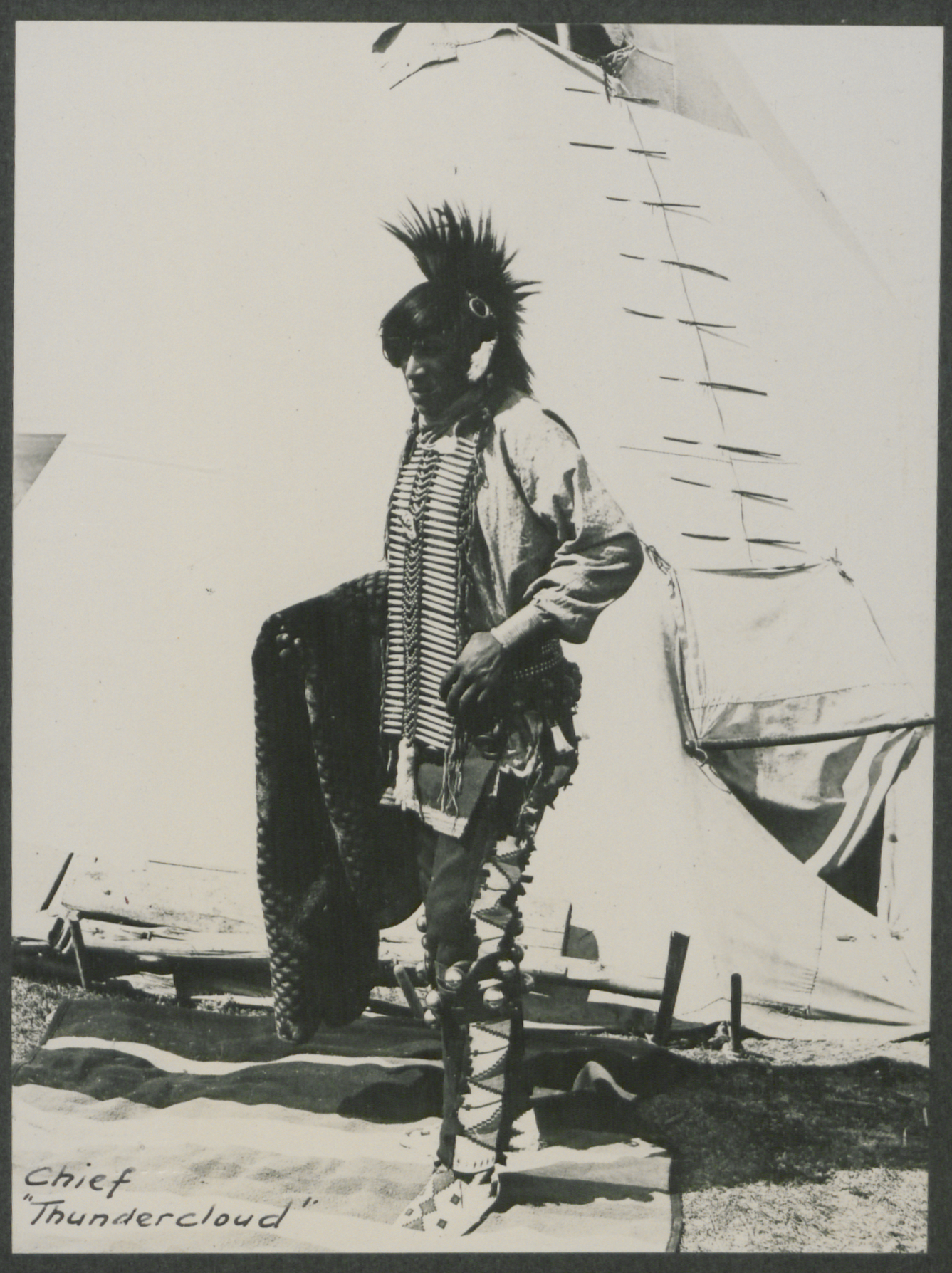
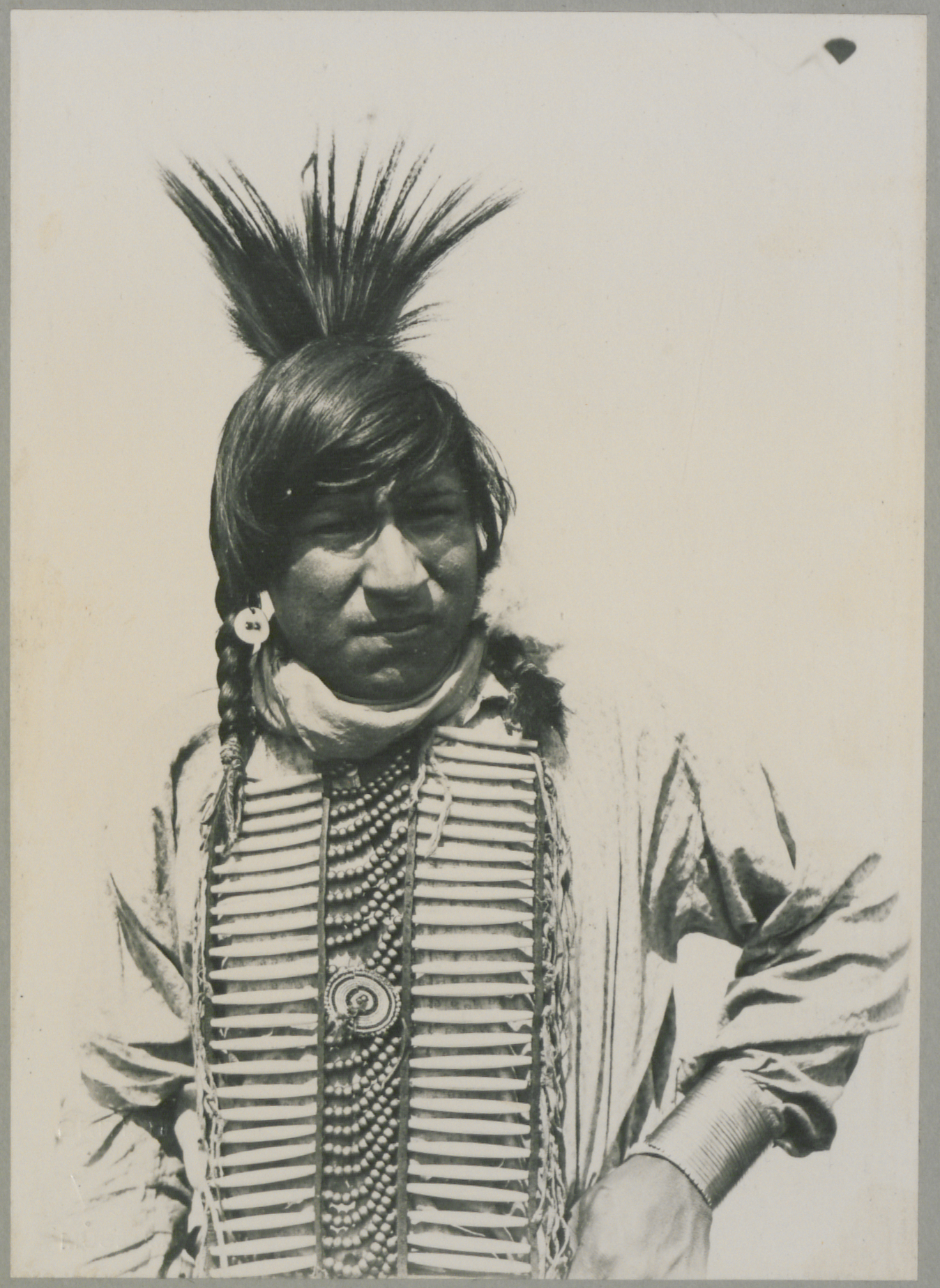
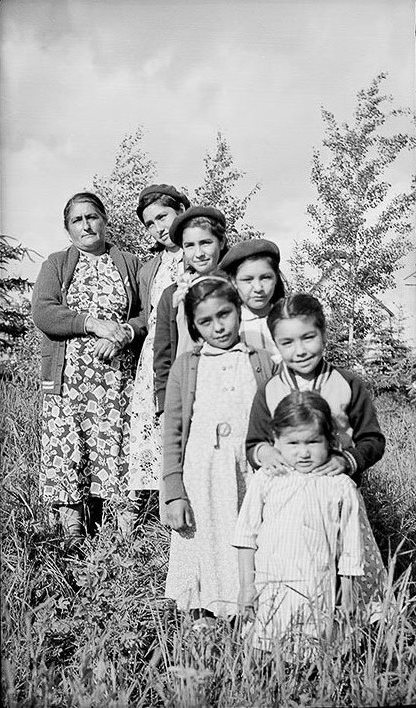
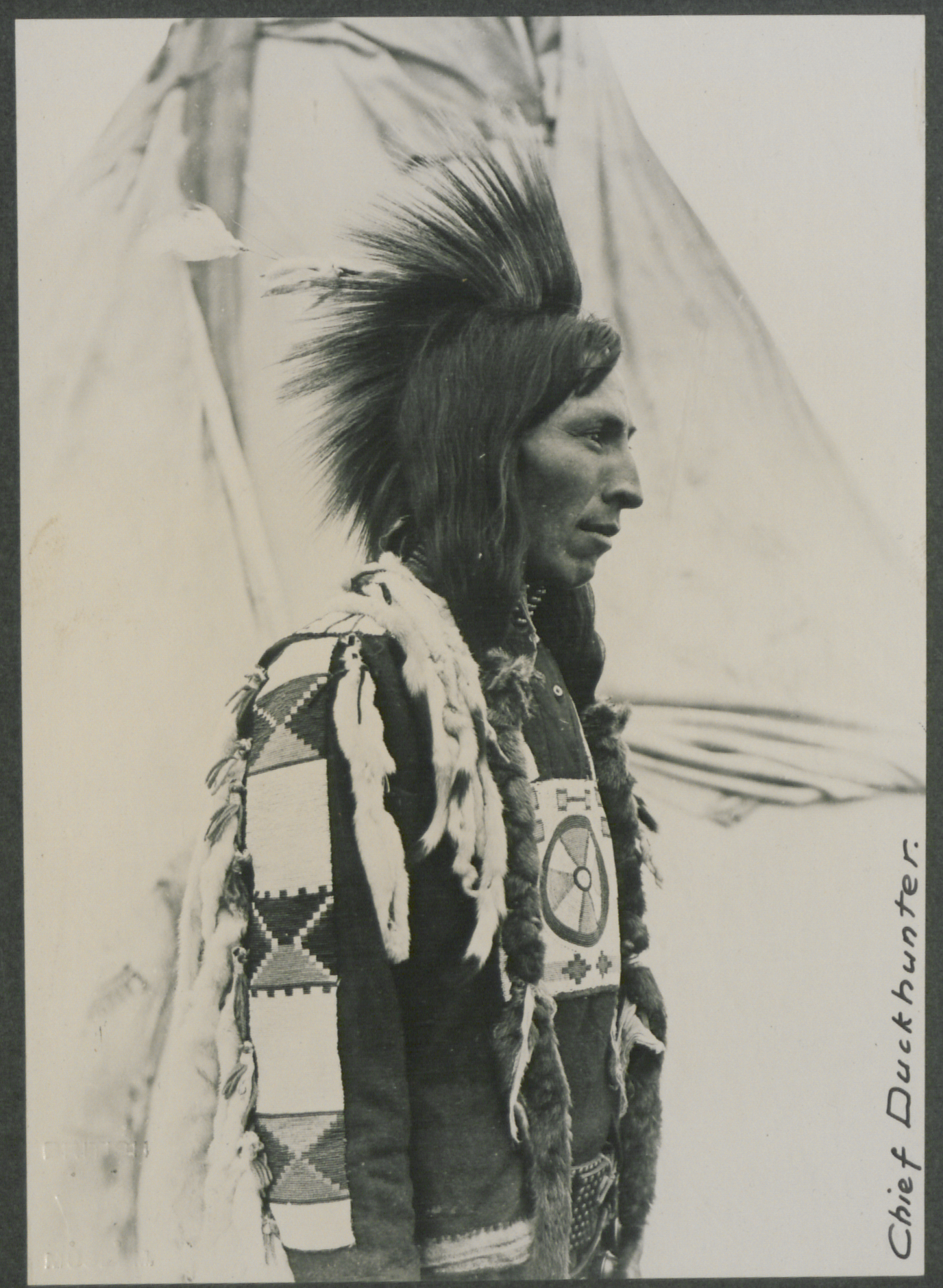
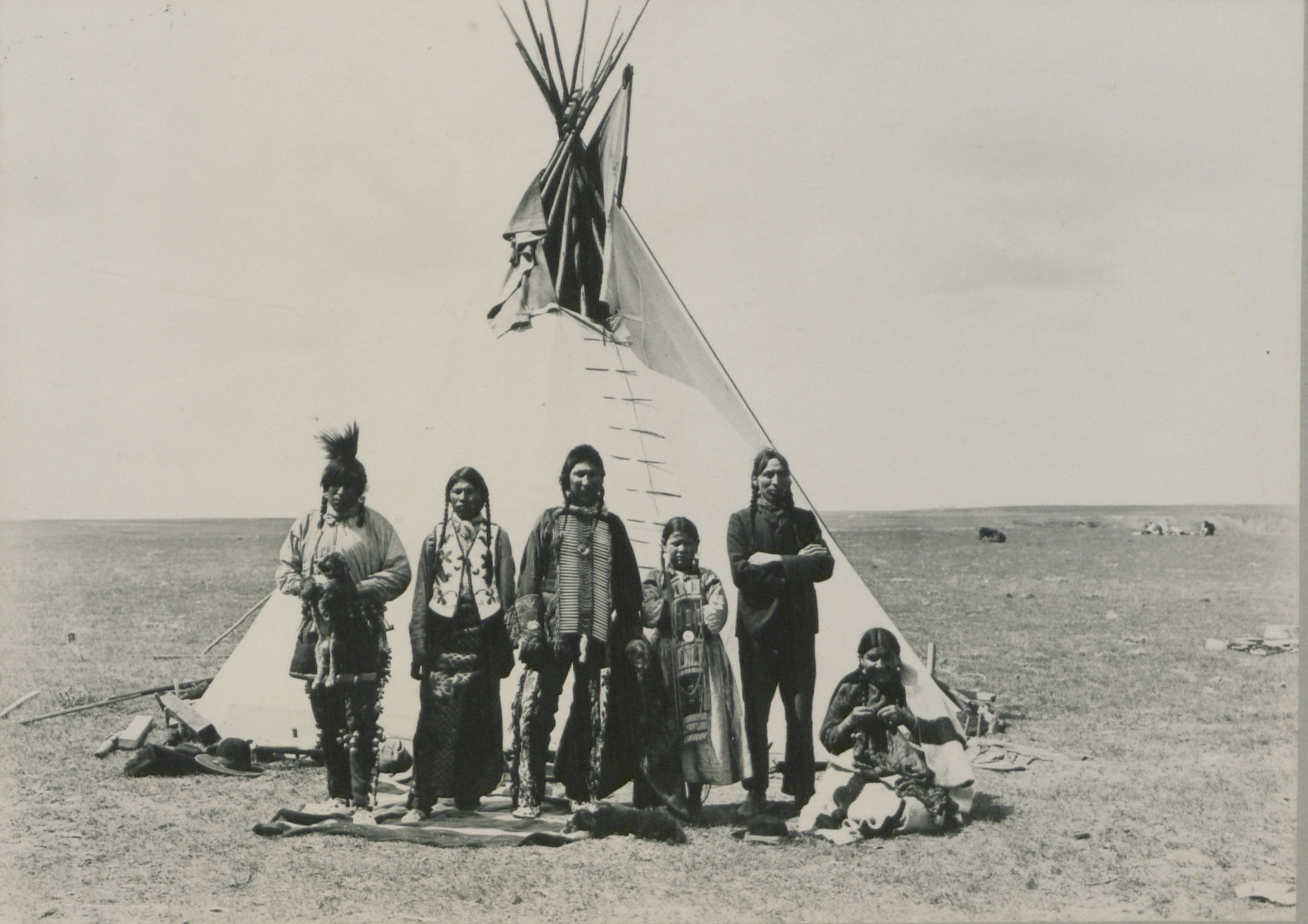

## مشاهير الكري

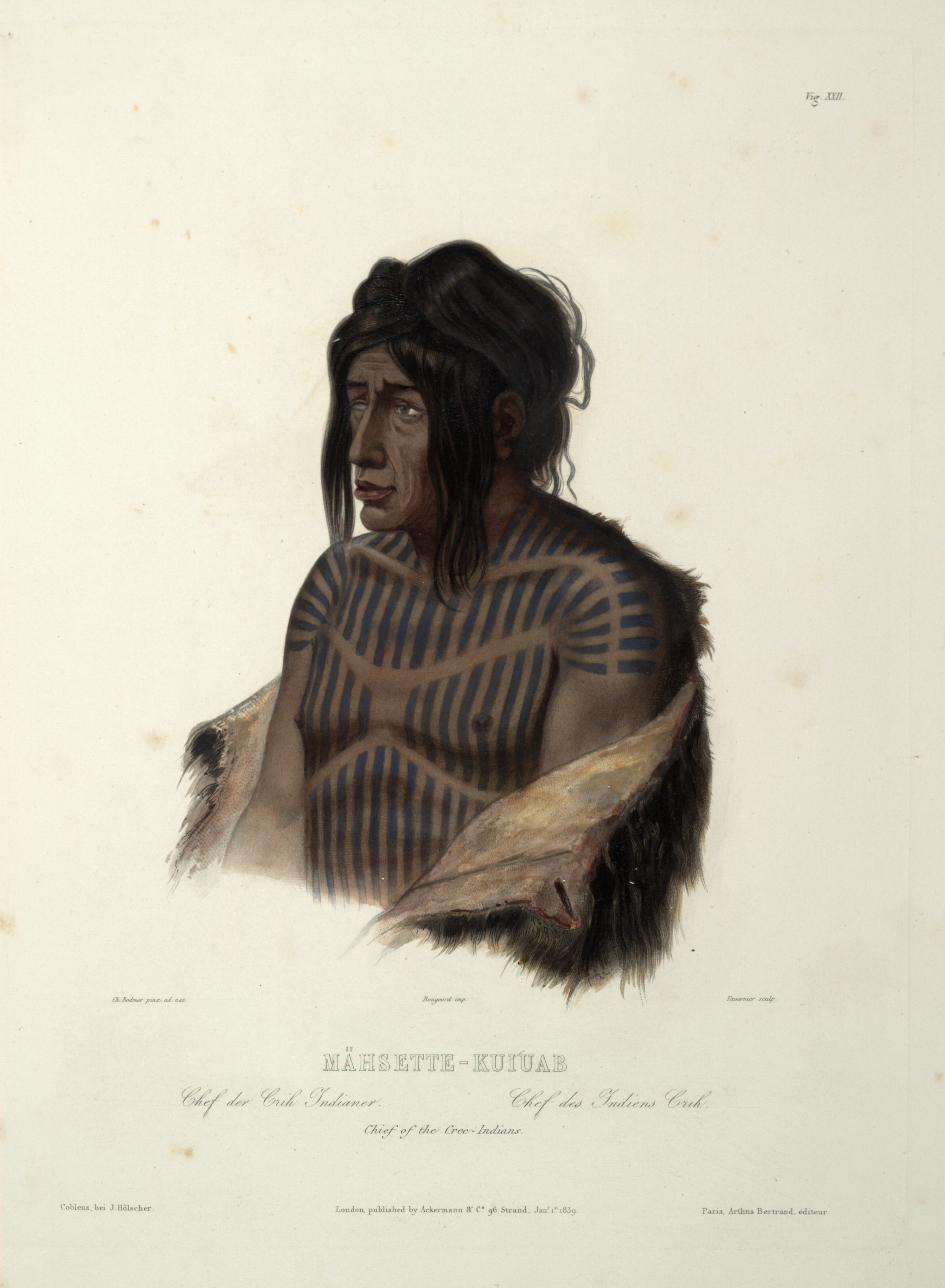
ماهسيت كوياوب زعيم هنود الكري

- أيرين بدارد، ممثلة
- جوناثان تشيتشو، لاعب هوكي محترف
- مايكل غرايياس، ممثل
- بافي سانت ماري، مطربة
- كري سمر، مغنية وممثلة
- غوردون توتوتسيس، ممثل
- شانيا تواين، مؤلفة ومغنية
- جانيس أكوزي، مؤلفة
- لورن كاردينا، ممثل

## مواقع خارجية
- موقع الكري الثقافي
- موقع مجلس الكري الأكبر
- كري السهول - دراسة
- الموجز في تاريخ الكري